# Mary Beth Hurt
Mary Beth Supinger (Marshalltown, Iowa; 26 de septiembre de 1946) más conocida como Mary Beth Hurt, es una actriz de cine y teatro estadounidense.

## Biografía
Nació en 1946 en Marshalltown, Iowa, como Mary Beth Supinger, hija de Delores Lenore (nombre de soltera, Andre) y Forrest Clayton Supinger. Durante su infancia, tuvo por niñera a la actriz Jean Seberg, también natural de Marshalltown. Estudió arte dramático en la Universidad de Iowa y en la Escuela Tisch de Artes de la Universidad de Nueva York.
Estuvo casada con el actor William Hurt durante 10 años (entre 1971 y 1981). Tras el divorcio de ambos, en 1983 se casó nuevamente con el director y escritor Paul Schrader, con quien tuvo un hijo y una hija.

## Carrera

### Teatro
Hurt hizo su debut teatral en Nueva York, en 1974. Estuvo nominada a tres Premios Tony por sus interpretaciones en Broadway de Trelawny of the 'Wells' (obra de Beth Henley ganadora de un Premio Pulitzer, en la que representaba el papel de Meg), Crimes of the Heart (por la que ganó un Premio Obie) y Benefactors.

### Cine
Debutó en el cine en la película de Woody Allen Interiors, interpretando el papel de Joey, la mediana de tres hermanas que ha de lidiar con las consecuencias emocionales de la desintegración familiar y el padecimiento de su madre de una enfermedad mental. Otros trabajos incluyen el de Laura en Chilly Scenes of Winter; Helen Holm Garp en The World According to Garp; y Regina Beaufort en el filme de Martin Scorsese La edad de la inocencia.

### Doblaje
Hurt interpretó a Jean Seberg, en voz en off, en el documental de 1995 de Mark Rappaport From the Journals of Jean Seberg.

## Filmografía
- Interiores (1978)
- Chilly Scenes of Winter (1979)
- The Five Forty-Eight (1979)
- A Change of Seasons) (1980)
- The World According to Garp (1982)
- D.A.R.Y.L. (1985)
- Compromising Positions (1985)
- Parents (1989)
- Esclavos de Nueva York (1989)
- Light Sleeper (1992)
- Seis grados de separación (1993)
- My Boyfriend's Back (1993)
- La edad de la inocencia (1993)
- Boys Life 2 (1997)
- Affliction (1997)
- Al límite (1999)
- Otoño en New York (2000)
- The Family Man (2000)
- El dragón rojo (2002)
- El exorcismo de Emily Rose (2005)
- Lady in the Water (2006)
- The Dead Girl  (2006)
- Untraceable (2008)